# Црква светог Јожефа (Љубљана)
Црква светог Јожефа у Љубљани је језуитска црква. Изградњу је почео бенедиктанац Анзелм Вернер 1912. Почетком Првог светског рата, црква је била још неопремљена и користила је као војна касарна и магацин. 
1915. језуити су је дали на располагање граду, који ју је употребио са прехрамбено складиште. Црква је врачена језуитском реду 1921. и годину касније почели су са Богослужјем. 1925. доградили су здање (редовну кућу) по нацртима архитекте Јожета Плечника а 1941. још главни олтар. 1949. комунистичка власт запленила је све имање, које је у целости врачено језуитима тек 2002.